# Соколичи
Соколичи (на словенски: Sokoliči) е село в Словения, Обално-крашки регион, община Копер. Според Националната статистическа служба на Република Словения през 2002 г. селото е необитаемо.